# Farmingdale (New York)
Pour les articles homonymes, voir Farmingdale.
Farmingdale est une ville résidentielle du comté d'Orange dans l'État de New York. Son quartier de Lenox Hills donne sur le  Parc d'Etat de Bethpage et la ville elle-même n'en est qu'à un quart d'heure en voiture. Le centre de Manhattan est à 60 km au nord-est : la ville y est connectée par l'antenne de Ronkonkoma du Long Island Railroad. Par la route, les grands axes sont le Long Island Express et le Seaford Oyster Bay Express (New York State Route 135).

## Histoire
Le premier colon serait le planteur Thomas Powell (1641–1722), qui s'y serait établi en 1687. Il est en tout cas attesté qu'il acheta 4 000 ha de terre aux Indiens par contrat le 18 octobre 1695 : c'est sur cet espace, appelé depuis le Bethpage Purchase, que s'est édifiée Farmingdale, ainsi que Bethpage, Melville, North Massapequa, Old Bethpage, Plainedge et Plainview.
Dans les années 1830, anticipant la construction du Long Island Railroad, le promoteur Ambrose George fit l’acquisition de vastes terrains entre Old Bethpage et le lieu-dit Hardscrabble dans le comté de Suffolk,. Il ouvrit une économie ménagère : « Farmingdale », dans la moitié ouest de sa propriété. Lorsque le chemin de fer entra en service au mois d'octobre 1841,, la gare prit naturellement le nom de Farmingdale terminus, avant son prolongement jusqu'à Greenport. Des diligences emmenaient les voyageurs de la gare de Farmingdale à Islip, Babylon, Patchogue, Oyster Bay South et West Neck (comté de Huntington),.
Le poste d'incendie date de 1886 et Farmingdale reçoit le statut de village en 1904. Elle a bénéficié de l'implantation d'un lycée agricole en 1912, noyau du futur campus de Farmingdale de l’Université d'État de New York. En 1923, elle s'est équipée d'un terrain de golf à 18 trous, dessiné par Devereux Emmet, géré par Benjamin F. Yoakum. Ce terrain de golf, racheté par l'État de New York, réaménagé et agrandi par l'architecte A. W. Tillinghast, devint le Parc National de Bethpage en 1932, et fut classé au World Golf Hall of Fame. Les quartiers de 1920, Lenox Hills et les collines alentour, qui s'étendent entre le parc et la voie ferrée, sont les quartiers chics de Farmingdale Village. Dans les années 1930, Farmingdale devint pour 20 ans un foyer de l'industrie aéronautique avec l'implantation de Republic Aviation Company et de Fairchild Engine & Airplane Corporation.
En 1899, le champion local Charles Minthorn Murphy (mai 1870–1950) établit un record en couvrant le tronçon central du Long Island Railroad à vélo à la vitesse d'un mile à la minute. Pendant des années, la ville célébra sa naissance à l'occasion de la foire annuelle de Hardscrabble.

## Démographie
La population est de 8 189 habitants lors du recensement de 2010.